# 광의초등학교
광의초등학교는 대한민국 전라남도 구례군 광의면 연파리에 있는 공립 초등학교이다.

## 학교 연혁
- 1910년 5월 25일 사립 호양학교 설립
- 1920년 11월 25일 광의공립보통학교 개교
- 1938년 4월 1일 광의공립심상소학교로 개칭
- 1941년 4월 1일 광의공립국민학교로 개칭
- 1950년 4월 1일 광의국민학교로 개칭
- 1981년 1월 20일 병설유치원 개원
- 1996년 3월 1일 광의초등학교로 개칭
- 1999년 9월 1일 방광초등학교 폐교로 본교에 통합
- 2020년 2월 7일 제97회 졸업 (졸업생 총 연인원 6,500명)
- 2020년 3월 1일 제31대 이찬우 교장 취임
- 2021년 1월 15일 제98회 졸업 (졸업생 총 연인원 6507명)

## 참고 자료
- 광의초등학교 - 한국교육학술정보원 학교알리미